# Auguste-Louis-Armand Loiseleur-Deslongchamps

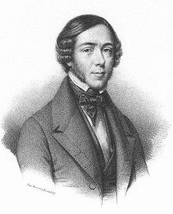
Auguste-Louis-Armand Loiseleur-Deslongchamps.

Auguste-Louis-Armand Loiseleur-Deslongchamps, född den 14 augusti 1805 i Paris, död där den 10 januari 1840, var en fransk orientalist, särskilt sanskritist. Han var son till Jean-Louis-Auguste Loiseleur-Deslongchamps.
Loiseleur-Deslongchamps, som var lärjunge till Silvestre de Sacy, var anställd vid Kungliga biblioteket i Paris. Hans huvudsakliga publikationer är en upplaga av Manava-Dharma-Shastra (Manus lagbok, 2 volymer, 1832-1833), en edition av Tusen och en natt (1838), Essai sur les fables indiennes (1838) och Vocabulaire d'Amarasinha ou Amarakocha (en edition av Amarakocha).